# Governatorato di Lublino
Il governatorato di Lublino (in polacco: Gubernia lubelska, in russo: Люблинская губерния) fu un'unità amministrativa (governatorato) del Regno del Congresso (Polonia).

## Storia
Fu creato nel 1837 con i territori del Voivodato di Lublino, del quale conservò i confini e il capoluogo, Lublino.
I livelli amministrativi più bassi rimasero immutati, anche se cambiarono nome da obwód a distretto. Dieci di queste unità prendevano il nome dai loro capoluoghi: biłgorajski, chełmski, hrubieszowski, janowski, krasnystawski, lubartowski, lubelski, puławski (dal 1842: nowoaleksandryjski), tomaszowski e zamojski.
La riforma del 1844 unì il governatorato con quello di Podlachia, fino alla riforma del 1867 che annullò il cambiamento (anche se il governatorato di Podlachia divenne governatorato di Siedlce). Nel 1912 alcuni dei territori del governatorato furono staccati per formare il governatorato di Chełm.

## Popolazione
La regione era abitata principalmente da polacchi cattolici. Ufficialmente, circa 200.000 persone erano classificati come russi, 155.000 come ebrei e 24.000 come tedeschi.